# Volta a Catalunya de 2017
La Volta a Catalunya de 2017 fou la 97a edició de la Volta a Catalunya. La cursa es disputà entre el 20 i el 26 de març de 2017 en set etapes i un total de 1.113,2 km. Aquesta va ser la novena prova de l'UCI World Tour 2017.
La cursa va ser guanyada pel murcià Alejandro Valverde (Movistar Team), que es va fer amb el liderat en acabar la cinquena etapa, amb final a Lo Port, als Ports de Tortosa, i que va saber mantenir fins al final. Valverde, alhora vencedor de tres etapes i de la classificació de la muntanya, guanyà la general amb poc més d'un minut d'avantatge sobre Alberto Contador (Trek-Segafredo), segon a la general per segon any consecutiu. El català Marc Soler (Movistar Team) fou la revelació de la cursa, ja que a banda d'ajudar a Valverde per guanyar la cursa, a finalitzar en la tercera posició final i guanyà la classificació dels joves. Pierre Rolland (Cannondale-Drapac Pro Cycling Team) guanyà la classificació de les metes volants i el Movistar Team la classificació per equips.

## Recorregut
En aquesta edició, i a diferència dels anys anteriors, es modifica el recorregut de manera substancial. Es manté la sortida a Calella, mb una primera etapa de mitja muntanya per la zona del Montseny, però en la segona s'incorpora una llarga contrarellotge per equips, una modalitat de contrarellotge poc habitual a la Volta i que no es disputava des de l'edició del 2007. En la tercera etapa es repeteix el final amb doble pas per La Molina, mentre en la quarta etapa s'arriba a Igualada, en una etapa amb un port de segona a tan sols 15 km per l'arribada. La gran novetat té lloc en la cinquena etapa, amb l'ascensió a Lo Port, als Ports de Tortosa, una exigent pujada d'uns 10 km gairebé al 10% de desnivell. La sisena etapa finalitza a Reus, amb un recorregut propici per a les escapades, una vegada obertes grans diferències entre els ciclistes, i la darrera etapa finalitza a la muntanya de Montjuïc, amb un circuit al qual cal donar vuit voltes.

## Equips participants
En aquesta edició de la Volta a Catalunya van prendre part 25 equips: els 18 equips World Tour, més 7 equips convidats de categoria continental professional.
| WorldTeams (18)- AG2R La Mondiale - Astana - Bahrain-Merida - Bora-Hansgrohe - Cannondale-Drapac - Dimension Data - FDJ - Katusha-Alpecin - Lotto-Soudal - Lotto NL-Jumbo - Movistar Team - Orica-Scott - Quick-Step Floors - Sky - Team Sunweb - Trek-Segafredo - UAE Team Emirates - BMC Racing Team Equips continentals professionals (7)- Caja Rural-Seguros RGA - CCC Sprandi Polkowice - Cofidis, Solutions Crédits - Manzana Postobón - Roompot-Nederlandse Loterij - Soul Brasil - Wanty-Groupe Gobert |
| |

## Etapes
| Etapa    | Data       | Ciutats d'etapa       | type                      | Distància (km) | Vencedor de l'etapa         | Líder de la general         |
| -------- | ---------- | --------------------- | ------------------------- | -------------- | --------------------------- | --------------------------- |
| 1a etapa | 20 de març | Calella – Calella     | etapa de mitja muntanya   | 178,9          | Davide Cimolai              | Davide Cimolai              |
| 2a etapa | 21 de març | Banyoles – Banyoles   | contrarellotge per equips | 41,3           | BMC Racing Team             | Ben Hermans                 |
| 3a etapa | 22 de març | Mataró – La Molina    | etapa de muntanya         | 188,3          | Alejandro Valverde Belmonte | Tejay van Garderen          |
| 4a etapa | 23 de març | Llívia – Igualada     | etapa accidentada         | 136,1          | Nacer Bouhanni              | Tejay van Garderen          |
| 5a etapa | 24 de març | Valls – Tortosa       | etapa de muntanya         | 182            | Alejandro Valverde Belmonte | Alejandro Valverde Belmonte |
| 6a etapa | 25 de març | Tortosa – Reus        | etapa de mitja muntanya   | 189,7          | Daryl Impey                 | Alejandro Valverde Belmonte |
| 7a etapa | 26 de març | Barcelona – Barcelona | etapa accidentada         | 138,7          | Alejandro Valverde Belmonte | Alejandro Valverde Belmonte |

### Etapa 1
Calella - Calella. 20 de març de 2017. 178,9 km
La Volta a Catalunya repeteix el punt de sortida de les passades edicions, Calella, amb una etapa de mitja muntanya i sis ports de muntanya puntuables per la zona del Montseny.
| \| Classificació de l'etapa \| Classificació de l'etapa \| Classificació de l'etapa \| Classificació de l'etapa \| Classificació de l'etapa \| \| Corredor \| Corredor \| Equip \| Temps \| \| \| ------------------------ \| ------------------------ \| -------------------------- \| ------------------------ \| ------------------------ \| \| 1r \| Davide Cimolai \| FDJ \| 4h 28' 21" \| \| \| 2n \| Nacer Bouhanni \| Cofidis, Solutions Crédits \| + 0" \| \| \| 3r \| Kristian Sbaragli \| Dimension Data \| + 0" \| \| \| 4t \| Dion Smith \| Wanty-Groupe Gobert \| + 0" \| \| \| 5è \| André Greipel \| Lotto-Soudal \| + 0" \| \| \| 6è \| José Joaquín Rojas Gil \| Movistar Team \| + 0" \| \| \| 7è \| Daryl Impey \| Orica-Scott \| + 0" \| \| \| 8è \| Petr Vakoč \| Quick-Step Floors \| + 0" \| \| \| 9è \| Phil Bauhaus \| Team Sunweb \| + 0" \| \| \| 10è \| Enrico Gasparotto \| Bahrain-Merida \| + 0" \| \| |                        |                            |            |
| |                        |                            |            |
| Font: ProCyclingStats |                        |                            |            |
| Classificació de l'etapa |                        |                            |            |
| Corredor | Corredor               | Equip                      | Temps      |
| 1r | Davide Cimolai         | FDJ                        | 4h 28' 21" |
| 2n | Nacer Bouhanni         | Cofidis, Solutions Crédits | + 0"       |
| 3r | Kristian Sbaragli      | Dimension Data             | + 0"       |
| 4t | Dion Smith             | Wanty-Groupe Gobert        | + 0"       |
| 5è | André Greipel          | Lotto-Soudal               | + 0"       |
| 6è | José Joaquín Rojas Gil | Movistar Team              | + 0"       |
| 7è | Daryl Impey            | Orica-Scott                | + 0"       |
| 8è | Petr Vakoč             | Quick-Step Floors          | + 0"       |
| 9è | Phil Bauhaus           | Team Sunweb                | + 0"       |
| 10è | Enrico Gasparotto      | Bahrain-Merida             | + 0"       |

| \| Classificació general \| Classificació general \| Classificació general \| Classificació general \| Classificació general \| \| Corredor \| Corredor \| Equip \| Temps \| \| \| --------------------- \| ---------------------- \| -------------------------- \| --------------------- \| --------------------- \| \| 1r \| Davide Cimolai \| FDJ \| 4h 28' 11" \| \| \| 2n \| Nacer Bouhanni \| Cofidis, Solutions Crédits \| + 4" \| \| \| 3r \| Kristian Sbaragli \| Dimension Data \| + 6" \| \| \| 4t \| Dion Smith \| Wanty-Groupe Gobert \| + 10" \| \| \| 5è \| André Greipel \| Lotto-Soudal \| + 10" \| \| \| 6è \| José Joaquín Rojas Gil \| Movistar Team \| + 10" \| \| \| 7è \| Daryl Impey \| Orica-Scott \| + 10" \| \| \| 8è \| Petr Vakoč \| Quick-Step Floors \| + 10" \| \| \| 9è \| Phil Bauhaus \| Team Sunweb \| + 10" \| \| \| 10è \| Enrico Gasparotto \| Bahrain-Merida \| + 10" \| \| |                        |                            |            |
| |                        |                            |            |
| Font: ProCyclingStats |                        |                            |            |
| Classificació general |                        |                            |            |
| Corredor | Corredor               | Equip                      | Temps      |
| 1r | Davide Cimolai         | FDJ                        | 4h 28' 11" |
| 2n | Nacer Bouhanni         | Cofidis, Solutions Crédits | + 4"       |
| 3r | Kristian Sbaragli      | Dimension Data             | + 6"       |
| 4t | Dion Smith             | Wanty-Groupe Gobert        | + 10"      |
| 5è | André Greipel          | Lotto-Soudal               | + 10"      |
| 6è | José Joaquín Rojas Gil | Movistar Team              | + 10"      |
| 7è | Daryl Impey            | Orica-Scott                | + 10"      |
| 8è | Petr Vakoč             | Quick-Step Floors          | + 10"      |
| 9è | Phil Bauhaus           | Team Sunweb                | + 10"      |
| 10è | Enrico Gasparotto      | Bahrain-Merida             | + 10"      |

### Etapa 2
Banyoles - Banyoles. 21 de març de 2017. 41,3 km
| \| Classificació de l'etapa \| Classificació de l'etapa \| Classificació de l'etapa \| Classificació de l'etapa \| Classificació de l'etapa \| Classificació de l'etapa \| \| Equip \| Equip \| Temps \| Diferència de temps \| Velocitat \| \| \| ------------------------ \| ------------------------ \| ------------------------ \| ------------------------ \| ------------------------ \| ------------------------ \| \| 1r \| BMC Racing Team \| 48' 57" \| + 48' 57" \| 50.623 km/h \| \| \| 2n \| Sky \| 49' 41" \| + 44" \| 49.876 km/h \| \| \| 3r \| Movistar Team \| 49' 55" \| 58" \| 49.643 km/h \| \| \| 4t \| Trek-Segafredo \| 50' 10" \| + 1' 13" \| 49.395 km/h \| \| \| 5è \| Orica-Scott \| 50' 19" \| + 1' 22" \| 49.248 km/h \| \| \| 6è \| FDJ \| 50' 39" \| + 1' 42" \| 48.924 km/h \| \| \| 7è \| Lotto NL-Jumbo \| 50' 43" \| + 1' 46" \| 48.860 km/h \| \| \| 8è \| Astana \| 51' 00" \| + 2' 03" \| 48.588 km/h \| \| \| 9è \| Lotto-Soudal \| 51' 05" \| + 2' 08" \| 48.509 km/h \| \| \| 10è \| Quick-Step Floors \| 51' 08" \| + 2' 11" \| 48.462 km/h \| \| |                   |         |                     |             |
| |                   |         |                     |             |
| Font: ProCyclingStats |                   |         |                     |             |
| Classificació de l'etapa |                   |         |                     |             |
| Equip | Equip             | Temps   | Diferència de temps | Velocitat   |
| 1r | BMC Racing Team   | 48' 57" | + 48' 57"           | 50.623 km/h |
| 2n | Sky               | 49' 41" | + 44"               | 49.876 km/h |
| 3r | Movistar Team     | 49' 55" | 58"                 | 49.643 km/h |
| 4t | Trek-Segafredo    | 50' 10" | + 1' 13"            | 49.395 km/h |
| 5è | Orica-Scott       | 50' 19" | + 1' 22"            | 49.248 km/h |
| 6è | FDJ               | 50' 39" | + 1' 42"            | 48.924 km/h |
| 7è | Lotto NL-Jumbo    | 50' 43" | + 1' 46"            | 48.860 km/h |
| 8è | Astana            | 51' 00" | + 2' 03"            | 48.588 km/h |
| 9è | Lotto-Soudal      | 51' 05" | + 2' 08"            | 48.509 km/h |
| 10è | Quick-Step Floors | 51' 08" | + 2' 11"            | 48.462 km/h |

| \| Classificació general \| Classificació general \| Classificació general \| Classificació general \| Classificació general \| \| Corredor \| Corredor \| Equip \| Temps \| \| \| --------------------- \| ----------------------- \| --------------------- \| --------------------- \| --------------------- \| \| 1r \| Ben Hermans \| BMC Racing Team \| 5h 17' 18" \| \| \| 2n \| Brent Bookwalter \| BMC Racing Team \| + 0" \| \| \| 3r \| Tejay van Garderen \| BMC Racing Team \| + 0" \| \| \| 4t \| Rohan Dennis \| BMC Racing Team \| + 0" \| \| \| 5è \| Kilian Frankiny \| BMC Racing Team \| + 0" \| \| \| 6è \| Alessandro De Marchi \| BMC Racing Team \| + 0" \| \| \| 7è \| Samuel Sánchez González \| BMC Racing Team \| + 0" \| \| \| 8è \| Geraint Thomas \| Team Sky \| + 44" \| \| \| 9è \| Peter Kennaugh \| Team Sky \| + 44" \| \| \| 10è \| Mikel Nieve Iturralde \| Team Sky \| + 44" \| \| |                         |                 |            |
| |                         |                 |            |
| Font: ProCyclingStats |                         |                 |            |
| Classificació general |                         |                 |            |
| Corredor | Corredor                | Equip           | Temps      |
| 1r | Ben Hermans             | BMC Racing Team | 5h 17' 18" |
| 2n | Brent Bookwalter        | BMC Racing Team | + 0"       |
| 3r | Tejay van Garderen      | BMC Racing Team | + 0"       |
| 4t | Rohan Dennis            | BMC Racing Team | + 0"       |
| 5è | Kilian Frankiny         | BMC Racing Team | + 0"       |
| 6è | Alessandro De Marchi    | BMC Racing Team | + 0"       |
| 7è | Samuel Sánchez González | BMC Racing Team | + 0"       |
| 8è | Geraint Thomas          | Team Sky        | + 44"      |
| 9è | Peter Kennaugh          | Team Sky        | + 44"      |
| 10è | Mikel Nieve Iturralde   | Team Sky        | + 44"      |

### Etapa 3
Mataró - La Molina. 22 de març de 2017. 188,3 km
| \| Classificació de l'etapa \| Classificació de l'etapa \| Classificació de l'etapa \| Classificació de l'etapa \| Classificació de l'etapa \| \| Corredor \| Corredor \| Equip \| Temps \| \| \| ------------------------ \| --------------------------- \| ------------------------ \| ------------------------ \| ------------------------ \| \| 1r \| Alejandro Valverde Belmonte \| Movistar Team \| 5h 07' 12" \| \| \| 2n \| Daniel Martin \| Quick-Step Floors \| + 0" \| \| \| 3r \| Adam Yates \| Orica-Scott \| + 3" \| \| \| 4t \| Romain Bardet \| AG2R La Mondiale \| + 3" \| \| \| 5è \| Ilnur Zakarin \| Katusha-Alpecin \| + 3" \| \| \| 6è \| Geraint Thomas \| Team Sky \| + 3" \| \| \| 7è \| Alberto Contador Velasco \| Trek-Segafredo \| + 3" \| \| \| 8è \| Tejay van Garderen \| BMC Racing Team \| + 3" \| \| \| 9è \| Michael Woods \| Cannondale-Drapac \| + 8" \| \| \| 10è \| Davide Formolo \| Cannondale-Drapac \| + 8" \| \| |                             |                   |            |
| |                             |                   |            |
| Font: ProCyclingStats |                             |                   |            |
| Classificació de l'etapa |                             |                   |            |
| Corredor | Corredor                    | Equip             | Temps      |
| 1r | Alejandro Valverde Belmonte | Movistar Team     | 5h 07' 12" |
| 2n | Daniel Martin               | Quick-Step Floors | + 0"       |
| 3r | Adam Yates                  | Orica-Scott       | + 3"       |
| 4t | Romain Bardet               | AG2R La Mondiale  | + 3"       |
| 5è | Ilnur Zakarin               | Katusha-Alpecin   | + 3"       |
| 6è | Geraint Thomas              | Team Sky          | + 3"       |
| 7è | Alberto Contador Velasco    | Trek-Segafredo    | + 3"       |
| 8è | Tejay van Garderen          | BMC Racing Team   | + 3"       |
| 9è | Michael Woods               | Cannondale-Drapac | + 8"       |
| 10è | Davide Formolo              | Cannondale-Drapac | + 8"       |

| \| Classificació general \| Classificació general \| Classificació general \| Classificació general \| Classificació general \| \| Corredor \| Corredor \| Equip \| Temps \| \| \| --------------------- \| --------------------------- \| --------------------- \| --------------------- \| --------------------- \| \| 1r \| Tejay van Garderen \| BMC Racing Team \| 10h 24' 33" \| \| \| 2n \| Samuel Sánchez González \| BMC Racing Team \| + 41" \| \| \| 3r \| Geraint Thomas \| Team Sky \| + 44" \| \| \| 4t \| Alejandro Valverde Belmonte \| Movistar Team \| + 45" \| \| \| 5è \| Christopher Froome \| Team Sky \| + 49" \| \| \| 6è \| Marc Soler i Giménez \| Movistar Team \| + 1' 10" \| \| \| 7è \| Alberto Contador Velasco \| Trek-Segafredo \| + 1' 13" \| \| \| 8è \| Adam Yates \| Orica-Scott \| + 1' 18" \| \| \| 9è \| Bauke Mollema \| Trek-Segafredo \| + 1' 25" \| \| \| 10è \| Jarlinson Pantano Gómez \| Trek-Segafredo \| + 1' 25" \| \| |                             |                 |             |
| |                             |                 |             |
| Font: ProCyclingStats |                             |                 |             |
| Classificació general |                             |                 |             |
| Corredor | Corredor                    | Equip           | Temps       |
| 1r | Tejay van Garderen          | BMC Racing Team | 10h 24' 33" |
| 2n | Samuel Sánchez González     | BMC Racing Team | + 41"       |
| 3r | Geraint Thomas              | Team Sky        | + 44"       |
| 4t | Alejandro Valverde Belmonte | Movistar Team   | + 45"       |
| 5è | Christopher Froome          | Team Sky        | + 49"       |
| 6è | Marc Soler i Giménez        | Movistar Team   | + 1' 10"    |
| 7è | Alberto Contador Velasco    | Trek-Segafredo  | + 1' 13"    |
| 8è | Adam Yates                  | Orica-Scott     | + 1' 18"    |
| 9è | Bauke Mollema               | Trek-Segafredo  | + 1' 25"    |
| 10è | Jarlinson Pantano Gómez     | Trek-Segafredo  | + 1' 25"    |

### Etapa 4
Llívia - Igualada. 23 de març de 2017. 136,1 km
| \| Classificació de l'etapa \| Classificació de l'etapa \| Classificació de l'etapa \| Classificació de l'etapa \| Classificació de l'etapa \| \| Corredor \| Corredor \| Equip \| Temps \| \| \| ------------------------ \| ------------------------ \| -------------------------- \| ------------------------ \| ------------------------ \| \| 1r \| Nacer Bouhanni \| Cofidis, Solutions Crédits \| 3h 04' 27" \| \| \| 2n \| Davide Cimolai \| FDJ \| + 0" \| \| \| 3r \| Daryl Impey \| Orica-Scott \| + 0" \| \| \| 4t \| Alexander Edmondson \| Orica-Scott \| + 0" \| \| \| 5è \| Dion Smith \| Wanty-Groupe Gobert \| + 0" \| \| \| 6è \| Pieter Serry \| Quick-Step Floors \| + 0" \| \| \| 7è \| Enrico Gasparotto \| Bahrain-Merida \| + 0" \| \| \| 8è \| Petr Vakoč \| Quick-Step Floors \| + 0" \| \| \| 9è \| José Joaquín Rojas Gil \| Movistar Team \| + 0" \| \| \| 10è \| Bauke Mollema \| Trek-Segafredo \| + 0" \| \| |                        |                            |            |
| |                        |                            |            |
| Font: ProCyclingStats |                        |                            |            |
| Classificació de l'etapa |                        |                            |            |
| Corredor | Corredor               | Equip                      | Temps      |
| 1r | Nacer Bouhanni         | Cofidis, Solutions Crédits | 3h 04' 27" |
| 2n | Davide Cimolai         | FDJ                        | + 0"       |
| 3r | Daryl Impey            | Orica-Scott                | + 0"       |
| 4t | Alexander Edmondson    | Orica-Scott                | + 0"       |
| 5è | Dion Smith             | Wanty-Groupe Gobert        | + 0"       |
| 6è | Pieter Serry           | Quick-Step Floors          | + 0"       |
| 7è | Enrico Gasparotto      | Bahrain-Merida             | + 0"       |
| 8è | Petr Vakoč             | Quick-Step Floors          | + 0"       |
| 9è | José Joaquín Rojas Gil | Movistar Team              | + 0"       |
| 10è | Bauke Mollema          | Trek-Segafredo             | + 0"       |

| \| Classificació general \| Classificació general \| Classificació general \| Classificació general \| Classificació general \| \| Corredor \| Corredor \| Equip \| Temps \| \| \| --------------------- \| --------------------------- \| --------------------- \| --------------------- \| --------------------- \| \| 1r \| Tejay van Garderen \| BMC Racing Team \| 13h 29' 00" \| \| \| 2n \| Samuel Sánchez González \| BMC Racing Team \| + 41" \| \| \| 3r \| Geraint Thomas \| Team Sky \| + 44" \| \| \| 4t \| Alejandro Valverde Belmonte \| Movistar Team \| + 45" \| \| \| 5è \| Christopher Froome \| Team Sky \| + 49" \| \| \| 6è \| Marc Soler i Giménez \| Movistar Team \| + 1' 10" \| \| \| 7è \| Alberto Contador Velasco \| Trek-Segafredo \| + 1' 13" \| \| \| 8è \| Adam Yates \| Orica-Scott \| + 1' 18" \| \| \| 9è \| Bauke Mollema \| Trek-Segafredo \| + 1' 25" \| \| \| 10è \| Jarlinson Pantano Gómez \| Trek-Segafredo \| + 1' 25" \| \| |                             |                 |             |
| |                             |                 |             |
| Font: ProCyclingStats |                             |                 |             |
| Classificació general |                             |                 |             |
| Corredor | Corredor                    | Equip           | Temps       |
| 1r | Tejay van Garderen          | BMC Racing Team | 13h 29' 00" |
| 2n | Samuel Sánchez González     | BMC Racing Team | + 41"       |
| 3r | Geraint Thomas              | Team Sky        | + 44"       |
| 4t | Alejandro Valverde Belmonte | Movistar Team   | + 45"       |
| 5è | Christopher Froome          | Team Sky        | + 49"       |
| 6è | Marc Soler i Giménez        | Movistar Team   | + 1' 10"    |
| 7è | Alberto Contador Velasco    | Trek-Segafredo  | + 1' 13"    |
| 8è | Adam Yates                  | Orica-Scott     | + 1' 18"    |
| 9è | Bauke Mollema               | Trek-Segafredo  | + 1' 25"    |
| 10è | Jarlinson Pantano Gómez     | Trek-Segafredo  | + 1' 25"    |

### Etapa 5
Valls - Tortosa. 24 de març de 2017. 182,0 km
| \| Classificació de l'etapa \| Classificació de l'etapa \| Classificació de l'etapa \| Classificació de l'etapa \| Classificació de l'etapa \| \| Corredor \| Corredor \| Equip \| Temps \| \| \| ------------------------ \| --------------------------- \| ------------------------ \| ------------------------ \| ------------------------ \| \| 1r \| Alejandro Valverde Belmonte \| Movistar Team \| 4h 14' 52" \| \| \| 2n \| Christopher Froome \| Team Sky \| + 13" \| \| \| 3r \| Alberto Contador Velasco \| Trek-Segafredo \| + 13" \| \| \| 4t \| Marc Soler i Giménez \| Movistar Team \| + 25" \| \| \| 5è \| Adam Yates \| Orica-Scott \| + 32" \| \| \| 6è \| Daniel Martin \| Quick-Step Floors \| + 46" \| \| \| 7è \| David Gaudu \| FDJ \| + 58" \| \| \| 8è \| Hugh Carthy \| Cannondale-Drapac \| + 1' 04" \| \| \| 9è \| Jakob Fuglsang \| Astana \| + 1' 11" \| \| \| 10è \| Steven Kruijswijk \| LottoNL-Jumbo \| + 1' 11" \| \| |                             |                   |            |
| |                             |                   |            |
| Font: ProCyclingStats |                             |                   |            |
| Classificació de l'etapa |                             |                   |            |
| Corredor | Corredor                    | Equip             | Temps      |
| 1r | Alejandro Valverde Belmonte | Movistar Team     | 4h 14' 52" |
| 2n | Christopher Froome          | Team Sky          | + 13"      |
| 3r | Alberto Contador Velasco    | Trek-Segafredo    | + 13"      |
| 4t | Marc Soler i Giménez        | Movistar Team     | + 25"      |
| 5è | Adam Yates                  | Orica-Scott       | + 32"      |
| 6è | Daniel Martin               | Quick-Step Floors | + 46"      |
| 7è | David Gaudu                 | FDJ               | + 58"      |
| 8è | Hugh Carthy                 | Cannondale-Drapac | + 1' 04"   |
| 9è | Jakob Fuglsang              | Astana            | + 1' 11"   |
| 10è | Steven Kruijswijk           | LottoNL-Jumbo     | + 1' 11"   |

| \| Classificació general \| Classificació general \| Classificació general \| Classificació general \| Classificació general \| \| Corredor \| Corredor \| Equip \| Temps \| \| \| --------------------- \| --------------------------- \| --------------------- \| --------------------- \| --------------------- \| \| 1r \| Alejandro Valverde Belmonte \| Movistar Team \| 17h 44' 27" \| \| \| 2n \| Christopher Froome \| Team Sky \| + 21" \| \| \| 3r \| Alberto Contador Velasco \| Trek-Segafredo \| + 47" \| \| \| 4t \| Marc Soler i Giménez \| Movistar Team \| + 1' 00" \| \| \| 5è \| Adam Yates \| Orica-Scott \| + 1' 15" \| \| \| 6è \| Tejay van Garderen \| BMC Racing Team \| + 1' 18" \| \| \| 7è \| Geraint Thomas \| Team Sky \| + 1' 34" \| \| \| 8è \| Samuel Sánchez González \| BMC Racing Team \| + 1' 59" \| \| \| 9è \| Daniel Martin \| Quick-Step Floors \| + 2' 13" \| \| \| 10è \| Steven Kruijswijk \| LottoNL-Jumbo \| + 2' 40" \| \| |                             |                   |             |
| |                             |                   |             |
| Font: ProCyclingStats |                             |                   |             |
| Classificació general |                             |                   |             |
| Corredor | Corredor                    | Equip             | Temps       |
| 1r | Alejandro Valverde Belmonte | Movistar Team     | 17h 44' 27" |
| 2n | Christopher Froome          | Team Sky          | + 21"       |
| 3r | Alberto Contador Velasco    | Trek-Segafredo    | + 47"       |
| 4t | Marc Soler i Giménez        | Movistar Team     | + 1' 00"    |
| 5è | Adam Yates                  | Orica-Scott       | + 1' 15"    |
| 6è | Tejay van Garderen          | BMC Racing Team   | + 1' 18"    |
| 7è | Geraint Thomas              | Team Sky          | + 1' 34"    |
| 8è | Samuel Sánchez González     | BMC Racing Team   | + 1' 59"    |
| 9è | Daniel Martin               | Quick-Step Floors | + 2' 13"    |
| 10è | Steven Kruijswijk           | LottoNL-Jumbo     | + 2' 40"    |

### Etapa 6
Tortosa - Reus. 25 de març de 2017. 189,7 km
| \| Classificació de l'etapa \| Classificació de l'etapa \| Classificació de l'etapa \| Classificació de l'etapa \| Classificació de l'etapa \| \| Corredor \| Corredor \| Equip \| Temps \| \| \| ------------------------ \| --------------------------- \| --------------------------- \| ------------------------ \| ------------------------ \| \| 1r \| Daryl Impey \| Orica-Scott \| 4h 34' 14" \| \| \| 2n \| Alejandro Valverde Belmonte \| Movistar Team \| + 0" \| \| \| 3r \| Arthur Vichot \| FDJ \| + 0" \| \| \| 4t \| Petr Vakoč \| Quick-Step Floors \| + 0" \| \| \| 5è \| Alessandro De Marchi \| BMC Racing Team \| + 0" \| \| \| 6è \| Nick van der Lijke \| Roompot-Nederlandse Loterij \| + 0" \| \| \| 7è \| Dario Cataldo \| Astana \| + 0" \| \| \| 8è \| Lennard Kämna \| Team Sunweb \| + 0" \| \| \| 9è \| Cyril Gautier \| AG2R La Mondiale \| + 0" \| \| \| 10è \| Daniel Martin \| Quick-Step Floors \| + 0" \| \| |                             |                             |            |
| |                             |                             |            |
| Font: ProCyclingStats |                             |                             |            |
| Classificació de l'etapa |                             |                             |            |
| Corredor | Corredor                    | Equip                       | Temps      |
| 1r | Daryl Impey                 | Orica-Scott                 | 4h 34' 14" |
| 2n | Alejandro Valverde Belmonte | Movistar Team               | + 0"       |
| 3r | Arthur Vichot               | FDJ                         | + 0"       |
| 4t | Petr Vakoč                  | Quick-Step Floors           | + 0"       |
| 5è | Alessandro De Marchi        | BMC Racing Team             | + 0"       |
| 6è | Nick van der Lijke          | Roompot-Nederlandse Loterij | + 0"       |
| 7è | Dario Cataldo               | Astana                      | + 0"       |
| 8è | Lennard Kämna               | Team Sunweb                 | + 0"       |
| 9è | Cyril Gautier               | AG2R La Mondiale            | + 0"       |
| 10è | Daniel Martin               | Quick-Step Floors           | + 0"       |

| \| Classificació general \| Classificació general \| Classificació general \| Classificació general \| Classificació general \| \| Corredor \| Corredor \| Equip \| Temps \| \| \| --------------------- \| --------------------------- \| --------------------- \| --------------------- \| --------------------- \| \| 1r \| Alejandro Valverde Belmonte \| Movistar Team \| 22h 18' 35" \| \| \| 2n \| Alberto Contador Velasco \| Trek-Segafredo \| + 53" \| \| \| 3r \| Marc Soler i Giménez \| Movistar Team \| + 1' 06" \| \| \| 4t \| Adam Yates \| Orica-Scott \| + 1' 21" \| \| \| 5è \| Tejay van Garderen \| BMC Racing Team \| + 1' 24" \| \| \| 6è \| Daniel Martin \| Quick-Step Floors \| + 2' 19" \| \| \| 7è \| Steven Kruijswijk \| LottoNL-Jumbo \| + 2' 46" \| \| \| 8è \| Carlos Verona Quintanilla \| Orica-Scott \| + 2' 50" \| \| \| 9è \| George Bennett \| LottoNL-Jumbo \| + 2' 51" \| \| \| 10è \| Romain Bardet \| AG2R La Mondiale \| + 2' 55" \| \| |                             |                   |             |
| |                             |                   |             |
| Font: ProCyclingStats |                             |                   |             |
| Classificació general |                             |                   |             |
| Corredor | Corredor                    | Equip             | Temps       |
| 1r | Alejandro Valverde Belmonte | Movistar Team     | 22h 18' 35" |
| 2n | Alberto Contador Velasco    | Trek-Segafredo    | + 53"       |
| 3r | Marc Soler i Giménez        | Movistar Team     | + 1' 06"    |
| 4t | Adam Yates                  | Orica-Scott       | + 1' 21"    |
| 5è | Tejay van Garderen          | BMC Racing Team   | + 1' 24"    |
| 6è | Daniel Martin               | Quick-Step Floors | + 2' 19"    |
| 7è | Steven Kruijswijk           | LottoNL-Jumbo     | + 2' 46"    |
| 8è | Carlos Verona Quintanilla   | Orica-Scott       | + 2' 50"    |
| 9è | George Bennett              | LottoNL-Jumbo     | + 2' 51"    |
| 10è | Romain Bardet               | AG2R La Mondiale  | + 2' 55"    |

### Etapa 7
Barcelona - Barcelona. 24 de març de 2017. 138,7 km
| \| Classificació de l'etapa \| Classificació de l'etapa \| Classificació de l'etapa \| Classificació de l'etapa \| Classificació de l'etapa \| \| Corredor \| Corredor \| Equip \| Temps \| \| \| ------------------------ \| --------------------------- \| ------------------------ \| ------------------------ \| ------------------------ \| \| 1r \| Alejandro Valverde Belmonte \| Movistar Team \| 3h 08' 50" \| \| \| 2n \| Jarlinson Pantano Gómez \| Trek-Segafredo \| + 0" \| \| \| 3r \| Arthur Vichot \| FDJ \| + 0" \| \| \| 4t \| Rafał Majka \| Bora-Hansgrohe \| + 0" \| \| \| 5è \| Daniel Martin \| Quick-Step Floors \| + 0" \| \| \| 6è \| Aldemar Reyes Ortega \| Manzana Postobón \| + 0" \| \| \| 7è \| Romain Bardet \| AG2R La Mondiale \| + 0" \| \| \| 8è \| Davide Formolo \| Cannondale-Drapac \| + 0" \| \| \| 9è \| George Bennett \| LottoNL-Jumbo \| + 0" \| \| \| 10è \| Steven Kruijswijk \| LottoNL-Jumbo \| + 0" \| \| |                             |                   |            |
| |                             |                   |            |
| Font: ProCyclingStats |                             |                   |            |
| Classificació de l'etapa |                             |                   |            |
| Corredor | Corredor                    | Equip             | Temps      |
| 1r | Alejandro Valverde Belmonte | Movistar Team     | 3h 08' 50" |
| 2n | Jarlinson Pantano Gómez     | Trek-Segafredo    | + 0"       |
| 3r | Arthur Vichot               | FDJ               | + 0"       |
| 4t | Rafał Majka                 | Bora-Hansgrohe    | + 0"       |
| 5è | Daniel Martin               | Quick-Step Floors | + 0"       |
| 6è | Aldemar Reyes Ortega        | Manzana Postobón  | + 0"       |
| 7è | Romain Bardet               | AG2R La Mondiale  | + 0"       |
| 8è | Davide Formolo              | Cannondale-Drapac | + 0"       |
| 9è | George Bennett              | LottoNL-Jumbo     | + 0"       |
| 10è | Steven Kruijswijk           | LottoNL-Jumbo     | + 0"       |

## Classificacions finals

### Classificació general
| \| Classificació general \| Classificació general \| Classificació general \| Classificació general \| Classificació general \| \| Corredor \| Corredor \| Equip \| Temps \| \| \| --------------------- \| --------------------------- \| --------------------- \| --------------------- \| --------------------- \| \| 1r \| Alejandro Valverde Belmonte \| Movistar Team \| 25h 27' 15" \| \| \| 2n \| Alberto Contador Velasco \| Trek-Segafredo \| + 1' 03" \| \| \| 3r \| Marc Soler i Giménez \| Movistar Team \| + 1' 16" \| \| \| 4t \| Adam Yates \| Orica-Scott \| + 1' 31" \| \| \| 5è \| Tejay van Garderen \| BMC Racing Team \| + 1' 34" \| \| \| 6è \| Daniel Martin \| Quick-Step Floors \| + 2' 29" \| \| \| 7è \| Steven Kruijswijk \| LottoNL-Jumbo \| + 2' 56" \| \| \| 8è \| Carlos Verona Quintanilla \| Orica-Scott \| + 3' 00" \| \| \| 9è \| George Bennett \| LottoNL-Jumbo \| + 3' 01" \| \| \| 10è \| Romain Bardet \| AG2R La Mondiale \| + 3' 05" \| \| |                             |                   |             |
| |                             |                   |             |
| Font: ProCyclingStats |                             |                   |             |
| Classificació general |                             |                   |             |
| Corredor | Corredor                    | Equip             | Temps       |
| 1r | Alejandro Valverde Belmonte | Movistar Team     | 25h 27' 15" |
| 2n | Alberto Contador Velasco    | Trek-Segafredo    | + 1' 03"    |
| 3r | Marc Soler i Giménez        | Movistar Team     | + 1' 16"    |
| 4t | Adam Yates                  | Orica-Scott       | + 1' 31"    |
| 5è | Tejay van Garderen          | BMC Racing Team   | + 1' 34"    |
| 6è | Daniel Martin               | Quick-Step Floors | + 2' 29"    |
| 7è | Steven Kruijswijk           | LottoNL-Jumbo     | + 2' 56"    |
| 8è | Carlos Verona Quintanilla   | Orica-Scott       | + 3' 00"    |
| 9è | George Bennett              | LottoNL-Jumbo     | + 3' 01"    |
| 10è | Romain Bardet               | AG2R La Mondiale  | + 3' 05"    |

### Classificacions secundàries
|   | Ciclista                 | Equip         | Punts |
| - | ------------------------ | ------------- | ----- |
| 1 | Alejandro Valverde (ESP) | Movistar Team | 105   |
| 2 | Christopher Froome (GBR) | Team Sky      | 50    |
| 3 | Marc Soler (CAT)         | Movistar Team | 49    |

|   | Ciclista              | Equip                              | Punts |
| - | --------------------- | ---------------------------------- | ----- |
| 1 | Pierre Rolland (FRA)  | Cannondale-Drapac Pro Cycling Team | 13    |
| 2 | Pieter Serry (BEL)    | Quick-Step Floors                  | 5     |
| 3 | Thomas De Gendt (BEL) | Lotto Soudal                       | 3     |

|   | Ciclista            | Equip         | Temps       |
| - | ------------------- | ------------- | ----------- |
| 1 | Marc Soler (CAT)    | Movistar Team | 25h 28' 31" |
| 2 | Adam Yates (GBR)    | Orica-Scott   | + 15"       |
| 3 | Carlos Verona (ESP) | Orica-Scott   | + 1' 44"    |

|   | Equip                              | País          | Temps       |
| - | ---------------------------------- | ------------- | ----------- |
| 1 | Movistar Team                      | Espanya       | 76h 29' 25" |
| 2 | Cannondale-Drapac Pro Cycling Team | Estats Units  | + 13' 28"   |
| 3 | Team LottoNL-Jumbo                 | Països Baixos | + 16' 27"   |

## Evolució de les classificacions
| Etapa | Vencedor                    | Classificació general       | Classificació de la muntanya | Classificació dels esprints | Classificació dels joves | Classificació per equips |
| ----- | --------------------------- | --------------------------- | ---------------------------- | --------------------------- | ------------------------ | ------------------------ |
| 1     | Davide Cimolai              | Davide Cimolai              | Murilo Affonso               | Murilo Affonso              | Dion Smith               | Quick-Step Floors        |
| 2     | BMC Racing Team             | Ben Hermans                 | Murilo Affonso               | Murilo Affonso              | Kilian Frankiny          | BMC Racing Team          |
| 3     | Alejandro Valverde Belmonte | Tejay van Garderen          | Murilo Affonso               | Pascal Ackermann            | Marc Soler Giménez       | Team Sky                 |
| 4     | Nacer Bouhanni              | Tejay van Garderen          | Murilo Affonso               | Diego Rubio Hernández       | Marc Soler Giménez       | Team Sky                 |
| 5     | Alejandro Valverde Belmonte | Alejandro Valverde Belmonte | Alejandro Valverde Belmonte  | Pierre Rolland              | Marc Soler Giménez       | Trek-Segafredo           |
| 6     | Daryl Impey                 | Alejandro Valverde Belmonte | Alejandro Valverde Belmonte  | Pierre Rolland              | Marc Soler Giménez       | Movistar Team            |
| 7     | Alejandro Valverde Belmonte | Alejandro Valverde Belmonte | Alejandro Valverde Belmonte  | Pierre Rolland              | Marc Soler Giménez       | Movistar Team            |
| Final | Final                       | Alejandro Valverde          | Alejandro Valverde           | Pierre Rolland              | Marc Soler               | Movistar Team            |